# Šerm na Letních olympijských hrách 1900
Šerm na Letních olympijských hrách 1900.

## Medailisté

### Muži
| Kategorie               | Zlato                                 | Stříbro                              | Bronz                                    |
| ----------------------- | ------------------------------------- | ------------------------------------ | ---------------------------------------- |
| Fleret - jednotlivci    | Émile Coste · Francie (FRA)           | Henri Masson · Francie (FRA)         | Marcel Jacques Boulenger · Francie (FRA) |
| Kord - jednotlivci      | Ramón Fonst · Kuba (CUB)              | Louis Perrée · Francie (FRA)         | Léon Sée · Francie (FRA)                 |
| Šavle - jednotlivci     | Georges de la Falaise · Francie (FRA) | Léon Thiébaut · Francie (FRA)        | Siegfried Flesch · Rakousko (AUT)        |
| Fleret - Masters        | Lucien Mérignac · Francie (FRA)       | Alphonse Kirchhoffer · Francie (FRA) | Jean-Baptiste Mimiague · Francie (FRA)   |
| Kord - Masters          | Albert Robert Ayat · Francie (FRA)    | Émile Bougnol · Francie (FRA)        | Henri Laurent · Francie (FRA)            |
| Kord - Amater a Masters | Albert Robert Ayat · Francie (FRA)    | Ramón Fonst · Kuba (CUB)             | Léon Sée · Francie (FRA)                 |
| Šavle - Masters         | Antonio Conte · Itálie (ITA)          | Italo Santelli · Itálie (ITA)        | Milan Neralić · Rakousko (AUT)           |

### Přehled medailí
| Pořadí | Země           | Zlato | Stříbro | Bronz | Celkově |
| ------ | -------------- | ----- | ------- | ----- | ------- |
| 1.     | Francie (FRA)  | 5     | 5       | 5     | 15      |
| 2.     | Kuba (CUB)     | 1     | 1       | 0     | 2       |
| 3.     | Itálie (ITA)   | 1     | 1       | 0     | 2       |
| 4.     | Rakousko (AUT) | 0     | 0       | 2     | 2       |